# مکاتیب الائمه
مکاتیب الائمه نام کتابی است به قلم علی احمدی میانجی در موضوع سیره نویسی برای امام شیعه. این اثر در هفت جلد توسط انتشارات دارالحدیث نشر گردیده و در بیست و هفتمین همایش کتاب سال جمهوری اسلامی ایران، موفق به کسب مقام کتاب برگزیده سال شد.

## شرح اثر
در این اثر، سعی شده‌است تا نامه‌ها و آثار مکتوب از امامان دوازده‌گانه شیعه، جمع‌آوری شود. احمدی میانجی تألیف این کتاب را پس از تألیف کتاب مکاتیب الرسول (که جمع‌آوری نوشتارهای محمد بن عبدالله بوده‌است) آغاز کرد، اما موفق به تکمیل و چاپ آن نشد؛ پس از فوت وی، کار پژوهشی جهت تکمیل این پروژه توسط انتشارات دارالحدیث صورت پذیرفت. نویسنده این کتاب در موارد بسیاری برای تبیین شرایط نگارش نامه‌هایی که مخاطب خاص دارند، به شرح حال مخاطبان پرداخته‌است، در تکمیل اینگونه اطلاعات، کوشش شده تا مواردی دربارهٔ همه کسانی که نقشی در نامه موردنظر دارند، ارایه شود، تنظیم موضوعی نگاشته‌ها و در مواردی تنظیم تاریخ آن‌ها از جمله فعالیت‌های تکمیلی این اثر بوده‌است. مؤلف در این اثر، نامه‌های منتسب به امامان شیعه را از منابع تاریخی و حدیثی جمع‌آوری کرده و منابع را در پاورقی به تفصیل شرح داده‌است. وی همچنین به شرح مختصری از نامه نیز پرداخته‌است.

## شیوه تحقیق
مجتبی فرجی در شیوه تحقیق این اثر، از مراحل تحقیق و تدوین این کتاب سخن گفته‌است و برای تألیف، تدوین و تحقیق این کتاب، پنج مرحله را متذکر شده‌است. این پنج مرحله عبارتند از:
1. بررسی اولیه آثار احمدی میانجی و اضافه کردن به مکاتیب موجود در اثر وی
2. ترتیب بخشیدن و تبویب مکاتیب بر حسب زمان صدور
3. شرح حال اجمالی و گاه تفصیلی سیره اصحاب نقل حدیث و مکاتیب
4. ذکر توضیحات بیشتر به حسب موارد برای شفافیت بیشتر در مکاتیب
5. ضبط نصوص و اعلام و مستند نمودن آنها با مراجعه به مصادر اصلی و توضیح بعضی لغات مشکل.

## مجلدات
این کتاب در هفت جلد منتشر شده‌است، جلدهای اول تا چهارم مشتمل بر مکاتیب علی بن ابی‌طالب، مکاتیب حسن بن علی (مجتبی)، مکاتیب حسین بن علی، مکاتیب علی بن حسین، مکاتیب محمد باقر، مکاتیب جعفر صادق و مکاتیب موسی کاظم است. مجلدات پنجم مشتمل بر مکاتیب علی بن موسی الرضا و فرزندش محمد تقی است. مکاتیب علی النقی و حسن عسکری نیز در مجلد ششم جمع‌آوری شده‌است. هفتمین جلد این کتاب به توقیعات حجت بن الحسن پرداخته‌است.